# Фрей, Густав
Карл Густав Херберт Фрей (швед. Karl Gustav Herbert Freij; 17 марта 1922, Мальмё, Швеция — 4 августа 1973,  Мальмё, Швеция) — шведский борец греко-римского стиля, чемпион и двукратный призёр Олимпийских игр, чемпион и двукратный призёр чемпионатов мира.

## Биография
На Летних Олимпийских играх 1948 года в Лондоне боролся в категории до 67 килограммов (лёгкий вес). Выбывание из турнира проходило по мере накопления штрафных баллов. Схватку судили трое судей, за чистую победу штрафные баллы не начислялись, за победу решением судей при любом соотношении голосов начислялся 1 штрафной балл, за проигрыш решением 2-1 начислялись 2 штрафных балла, проигрыш решением 3-0 и чистый проигрыш карался 3 штрафными баллами.
Титул оспаривали 17 человек. Густав Фрей уверенно победил всех соперников, три из пяти схваток выиграв чисто, и стал олимпийским чемпионом.
| Круг | Соперник        | Страна         | Результат | Основание                | Время схватки |
| ---- | --------------- | -------------- | --------- | ------------------------ | ------------- |
| 1    | Рэй Майланд     | Великобритания | Победа    | Туше (0 штрафных баллов) | 9:27          |
| 2    | Альберт Фалё    | Франция        | Победа    | Туше (0 штрафных баллов) | 3:57          |
| 3    | Абрахам Курланд | Дания          | Победа    | 2-1 (1 штрафной балл)    | -             |
| 4    | Ахмед Шенол     | Турция         | Победа    | Туше (0 штрафных баллов) | 2:14          |
| 5    | Карой Ференц    | Венгрия        | Победа    | 3-0 (1 штрафной балл)    | -             |

В 1950 году выступил на первом, после почти тридцати лет, чемпионате мира, где уступил первое место венгерскому борцу Йожефу Галу.
На Летних Олимпийских играх 1952 года в Хельсинки боролся в категории до 67 килограммов (лёгкий вес). Выбывание из турнира проходило по мере накопления штрафных баллов. Схватку судили трое судей, за чистую победу штрафные баллы не начислялись, за победу по очками при любом соотношении голосов начислялся 1 штрафной балл, поражение по очками при любом соотношении голосов или чистое поражение карались 3 штрафными баллами. Если борец набирал 5 или более штрафных баллов, он выбывал из турнира. Когда оставалось только три борца, они разыгрывали между собой медали (если не встречались в схватках до финального раунда). После начала финальных схваток, борцы могли продолжать выступления имея и более пяти штрафных баллов.
Титул оспаривали 19 человек. Густав Фрей уверенно продвигался в финал, но в финальной схватке потерпел поражение от совершенно неизвестного советского дебютанта Шазама Сафина и остался на втором месте.
| Круг  | Соперник          | Страна                                    | Результат | Основание                | Время схватки |
| ----- | ----------------- | ----------------------------------------- | --------- | ------------------------ | ------------- |
| 1     | Джек Расмуссен    | Дания                                     | Победа    | Туше (0 штрафных баллов) | 2:16          |
| 2     | Калле Хаапсасалми | Финляндия                                 | Победа    | 3-0 (1 штрафной балл)    | -             |
| 3     | Димитру Кук       | Румыния                                   | Победа    | 3-0 (1 штрафной балл)    | -             |
| 4     | -                 | -                                         | -         | -                        | -             |
| 5     | Дюла Тарр         | Венгрия                                   | Победа    | 3-0 (1 штрафной балл)    | -             |
| 6     | Микулаш Атанасов  | Чехословакия                              | Победа    | Туше (0 штрафных баллов) | 3:30          |
| Финал | Шазам Сафин       | Союз Советских Социалистических Республик | Поражение | 3-0 (3 штрафных балла)   | -             |

В 1953 году одержал победу на чемпионате мира, а в 1955 году, проиграв Григорию Гамарнику, остался только третьим. На Олимпийских играх 1956 года в Монреале участия не принимал ввиду сотрясения мозга. На чемпионате мира 1958 года вообще не попал в число призёров, оставшись пятым.
На Летних Олимпийских играх 1960 года в Риме боролся в категории до 67 килограммов (лёгкий вес). Выбывание из турнира проходило по мере накопления штрафных баллов. За чистую победу штрафные баллы не начислялись, за победу по очками при любом соотношении голосов начислялся 1 штрафной балл, любое поражение по очкам каралось 3 штрафными баллами, чистое поражение - 4 штрафными баллами. В схватке могла быть зафиксирована ничья, тогда каждому из борцов начислялись 2 штрафных балла. Если борец набирал 6 или более штрафных баллов, он выбывал из турнира.
Титул оспаривали 23 человека. Густав Фрей дважды свёл встречи вничью, и, чтобы участвовать в финальных схватках, ему необходима была чистая победа над чехом Карелом Матушеком. Однако борец сумел победить только по очкам, получил шестой штрафной балл и завоевал только бронзу.
| Круг | Соперник             | Страна       | Результат | Основание                  | Время схватки |
| ---- | -------------------- | ------------ | --------- | -------------------------- | ------------- |
| 1    | Эрнандо Дельгадо     | Испания      | Победа    | По очкам (1 штрафной балл) | -             |
| 2    | Бранислав Мартинович | Югославия    | Ничья     | 2 штрафных балла           | -             |
| 3    | Думитру Георге       | Румыния      | Ничья     | 2 штрафных балла           | -             |
| 4    | -                    | -            | -         | -                          | -             |
| 5    | Карел Матушек        | Чехословакия | Победа    | По очкам (1 штрафной балл) | -             |

Умер в 1973 году от рака. В Швеции проводится турнир памяти Густава Фрея.